# Enicospilus flavus
Enicospilus flavus là một loài tò vò trong họ Ichneumonidae.